# Jürgen Ehle (Musiker)

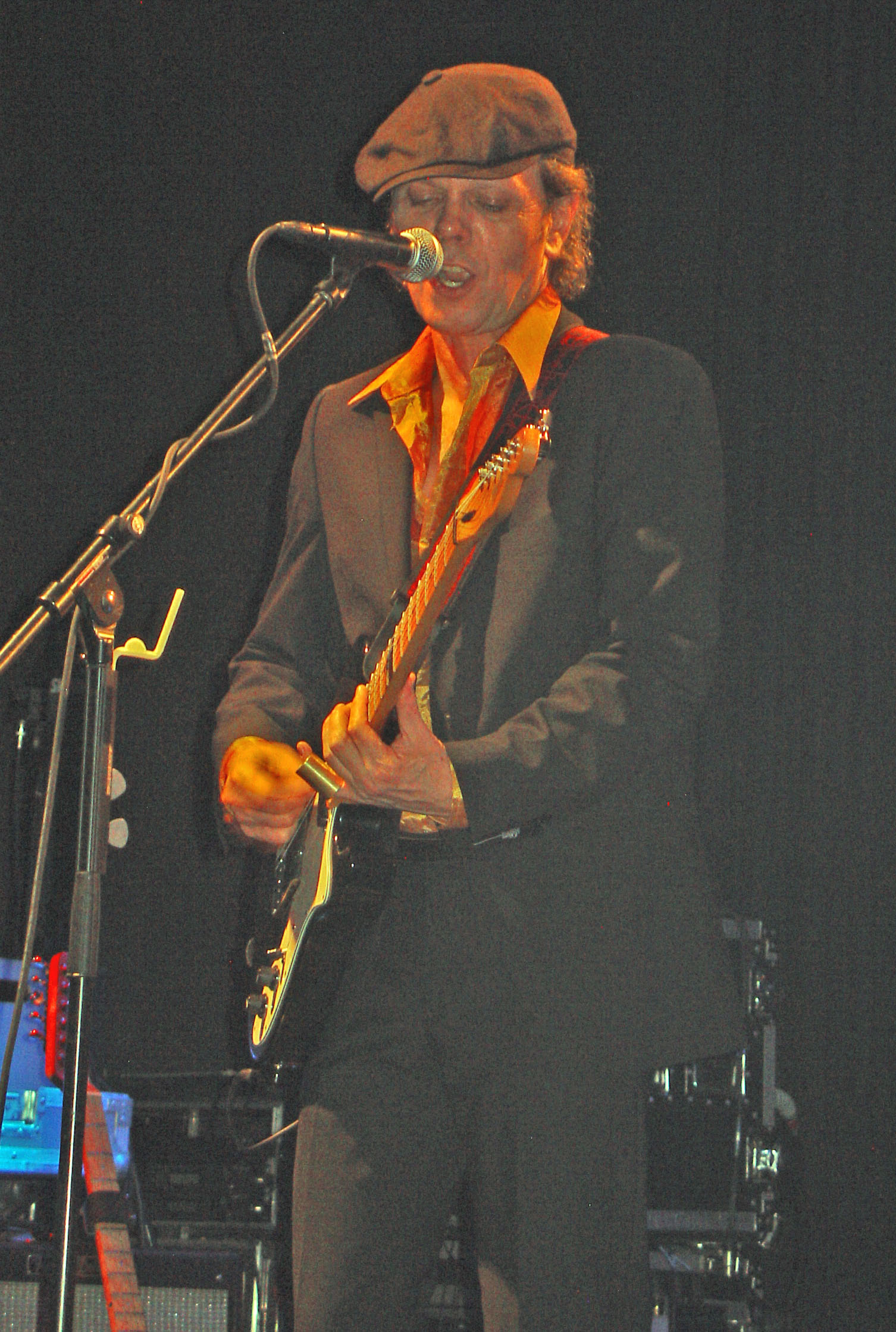
Im Konzert mit Pankow in Dresden (2011)

Jürgen Ehle (* 19. Juli 1956 in Peking) ist ein deutscher Musiker, Komponist und Produzent. Er spielt unter anderem Gitarre, Mandoline, Mandola, Bass und Banjo.

## Leben
Jürgen Ehle ist der Sohn eines DDR-Außenhändlers, in Kairo lernte er an der DDR-Botschaftsschule. Er begann seine musikalische Laufbahn bei der Band Jahrgang 49, die 1973 in der DDR aus Mitgliedern des Oktoberklubs gegründet wurde. 1979 schloss er sich gemeinsam mit Hans-Jürgen Reznicek der Band 4 PS an, die daraufhin, nach einer kurzen Trennungszeit, wieder die Begleitband von Veronika Fischer wurde. Die 4-PS-Musiker Franz Bartzsch und Veronika Fischer verließen die DDR, Rainer Kirchmann und André Herzberg schlossen sich 4 PS an, die sich ab 1981 in Pankow umbenannte. Diese Band bestand bis zum 23. Dezember 1998. Mit seinen Tanzeinlagen frischte er in den 1980er Jahren die Videos von Pankow auf (etwa durch seinen Luftgitarrenauftritt bei Rock’n’Roll im Stadtpark). Von 1987 bis 1989 war er Mitglied der All-Star-Band Gitarreros.
In der Zeit von 1994 bis 1996 spielte er bei Annette Berr und Band. Seit 1994 ist er mit Barbara Thalheim als Gastmusiker, Produzent und Studiomusiker tätig. Von 1999 bis 2002 war er Mitglied von Round The Bend. Seit 2000 spielt er als Gastmusiker bei Engerling und tritt gemeinsam mit der ehemaligen Sängerin von Wacholder, Scarlett Seeboldt (Scarlett O), auf. 2004 kam es zu einer Wiedervereinigung von Pankow, der Livemitschnitt der damaligen Tournee erschien auf DVD. Seitdem ist Jürgen Ehle mit Pankow wieder unregelmäßig auf Tour.
1996 wurde über die Stasiakte André Herzbergs bekannt, dass Ehle im guten Glauben, etwas für Pankow und andere befreundete Musiker tun zu können, als IM „Peters“ für das Ministerium für Staatssicherheit tätig war.
Seit 2018 ist er Teil in dem Bandprojekt von Andreas Dresen und Alexander Scheer, das nach der Filmbio Gundermann entstanden ist.

## Filmmusiken
- 1984: Einmal in der Woche schrein (Dokumentarfilm)
- 1990: So schnell es geht nach Istanbul (Kurzfilm)
- 1997: Raus aus der Haut (Fernsehfilm)
- 1999: Nachtgestalten (Kinofilm)
- 2003: Befreite Zone (Kinofilm)